# Малиновский, Павел Фёдорович
Павел Фёдорович Малиновский (1766—1832) — действительный статский советник, директор Ассигнационного банка. Брат Алексея и Василия Фёдоровичей Малиновских.

## Биография
Родился в 1766 году в семье протоиерея, законоучителя Московского университета Фёдора Авксентьевича Малиновского (1738—1811). В семье было ещё два сына (Алексей, Василий) и две дочери (Наталья, Елизавета). 
Семья Малиновских была близка к семейству Пушкиных; Павел Фёдорович дружил с отцом поэта Сергеем Львовичем, по просьбе которого стал поручителем при венчании. На даче у Малиновского проходило примирение О. С. Пушкиной-Павлищевой с родителями после её замужества в 1828 году.
В молодости служил в армии, участвовал в суворовских походах, был при взятии крепости Очаков. Барон А. Е. Розен, муж его племянницы Анны Васильевны, писал в своих «Записках», что Малиновский «красивою и приятною наружностью обратил на себя внимание императрицы Екатерины II и Потемкина. По гражданской службе производство его в чины шло так быстро, что он, имев с небольшим тридцать лет от роду, был уже в чине действительного статского советника и назначен директором государственного ассигнационного банка».
Граф Н. П. Шереметев в своём духовном завещании назначил его, вместе с Донауровым, воспитателем к своему малолетнему сыну, Дмитрию Николаевичу Шереметеву. До 1822 года он жил в Шереметьевском дворце (Фонтанка, 34).
После кончины своего брата Василия, взял на себя заботу о его детях. Владел участком на углу Озерного переулка.
Умер 9 (21) сентября 1832 года на мызе Белозёрка; был похоронен на Георгиевском кладбище на Большой Охте.